# Echeta divisa
Echeta divisa är en fjärilsart som beskrevs av Herrich-Schäffer 1855. Echeta divisa ingår i släktet Echeta och familjen björnspinnare. Inga underarter finns listade i Catalogue of Life.